# Wesmaldra baynesi
Wesmaldra baynesi är en spindelart som beskrevs av Norman I. Platnick och Baehr 2006. Wesmaldra baynesi ingår i släktet Wesmaldra och familjen Prodidomidae.
Artens utbredningsområde är Western Australia. Inga underarter finns listade i Catalogue of Life.